# Salvatore Abbruzzese
Salvatore Abbruzzese (Somma Vesuviana, 15 agosto 1950 – 24 marzo 2025) è stato un politico italiano.

## Biografia
Laureato in giurisprudenza. Iscritto al Partito Socialista Italiano dal 1969, nel 1984 ne diventa membro dell'Assemblea nazionale. Eletto consigliere comunale a Napoli, ricopre anche il ruolo di assessore. Viene eletto deputato alla Camera nel 1992 nelle liste del PSI e fa parte della Commissione lavori pubblici e privati e Segretario della Commissione speciale per le politiche comunitarie; fu anche componente della Delegazione parlamentare italiana all'Assemblea dell'Atlantico del Nord. Conclude il proprio mandato parlamentare nel 1994.
Nei primi anni Duemila fa parte del Nuovo PSI.